# Кто убил электромобиль?
«Кто убил электромобиль?» (англ. Who Killed The Electric Car?) — документальный фильм 2006 года, рассказывающий о появлении, использовании, и провале электромобиля в США, точнее о EV1. Фильм раскрывает роли автопроизводителей, нефтяной промышленности, Правительства США, электрических аккумуляторов, водородных авто, и потребителей в ограничении разработок и распространения электромобилей.
Выпущен на DVD 14 ноября 2006 Sony Pictures Home Entertainment.
В 2011 году вышло продолжение фильма под названием «Месть электромобиля» («Реванш электромобиля»).

## Сюжет
Фильм рассказывает историю электромобилей, их разработку и распространение, сосредотачиваясь на EV1, ранее доступной для аренды в южной Калифорнии, после принятия форумом California Air Resources Board мандата о ZEV (транспорте с нулевыми выбросами) в 1990 году, связанным с загрязнением воздуха, окружающей средой и глобальным потеплением.
Также фильм рассказывает об отмене мандата California Air Resources Board после протеста автопроизводителей, нефтяной промышленности и администрации президента Буша. Также отмечено влияние других лиц из Правительства США — Дика Чейни, Кондолиззы Райс и Эндрю Карда — все они бывшие руководители автоконцернов и нефтяных компаний.
Основная часть фильма повествует о попытках General Motors продемонстрировать отсутствие спроса на электрические автомобили в Калифорнии, после чего отозвать каждый произведённый EV1 и уничтожить его. Несколько штук были специально испорчены и переданы в музеи и университеты, но практически все остальные были уничтожены. GM так и не ответил на просьбы бывших водителей EV, собравших 2 миллиона долларов, вернуть EV1 (к тому моменту оставалось 78 машин в Бербенке). Активисты-водители каждый день митинговали и дежурили у оставшихся EV1, но это привело лишь к тому, что автоконцерн GM при помощи полиции разогнал толпу, арестовал главных активистов, увез оставшиеся EV1 и уничтожил их.
В фильме освещается, почему электромобилям не позволяют появиться на свет. Уолли Риппель объясняет активность автоконцернов следующим образом: нефтяной бизнес может потерять миллиарды долларов потенциального дохода от своих монополий. Автомобильные компании обанкротились бы уже через 6 месяцев производства EV1. Сами же автопроизводители (Дейв Бартмусс) объясняют всё иначе: отсутствием интереса у покупателей в машинах с дальностью движения до 100 миль (за одну зарядку) при очень высокой цене на такие автомобили.
Фильм также концентрирует внимание зрителя на возможных технологиях будущего, в том числе водородных авто и обсуждение гибридных автомобилей.

## Интервью
Фильм включает интервью с такими известными людьми, как Мел Гибсон, Том Хэнкс, Александра Пол, Питер Хортон, Эд Бегли младший, включая заметные политические личности Ральф Надер, Франк Гафни, Алан Ллойд, Джим Бойд, Алан Ловенталь, Дэвид Фримэн, Эдвард «Тед» Мерфи, Джеймс Вулси, а также подборку новостей о разработке, запуске и рекламе EV.
Кроме того, присутствуют интервью инженеров и техников, разрабатывавших современный электромобиль и связанные технологии: Уолли Риппель, Челси Секстон, Алек Брукс, Алан Коккони, Пол Маккриди, Стэн и Айрис Овшински и других экспертов вроде Джозефа Ромма (автор книги Hell and High Water и The Hype about Hydrogen). Ромм объясняет, почему «водородная инициатива» правительства США — плохая идея, откуда столь длительные задержки разработок намного более интересных технологий, вроде электромобилей и гибридных автомобилей, которые могут уменьшить загрязнение окружающей среды, мировой расход топлива и нефти, и сделать мир более энергетически безопасным. Включено так же интервью и лиц из автоконцернов, таких как Дейв Бартмусс из GM, ярый противник фильма и EV1, и Билл Рейнерт из Toyota.

## Создание фильма
Сценарий написан Крисом Пейном, режиссёр Джесси Дитер, исполнительные продюсеры — Тэйвин Тайтус, Ричард Тайтус из студии Plinyminor и Дин Девлин, Кири Пик, Марк Роскин и Рейчел Ольшан из Electric Entertainment. Фильм был показан на многих кинофестивалях, включая Sundance Film Festival, San Francisco Film Festival, Tribeca Film Festival, LA Film Festival, Berlin Film Festival, Deauville Film Festival, а также Wild and Scenic Environmental Film Festival и был выпущен в кино всемирно в июне 2006. Музыка для фильма написана Джо Уолшем, DJ Harry и Meeky Rosie. Джефф Стил, Кэти Вайс, Натали Артин и Алекс Гибни также являются создателями фильма.

## Подозреваемые
Последние полчаса фильма отмечаются возможные виновники уничтожения электромобилей:
Потребители
Боязнь новых технологий, нежелание идти на компромиссы (малый запас хода — не более 160 километров на одном заряде аккумулятора), привычка… Вот почему потребители могут быть виновны.
Батареи
Ограниченная дальность движения (не более 160 километров) изначально установленных батарей (однако позже батареи были заменены, что позволило увеличить дальность движения до 250 километров). Исследование водителей Америки выявило, что среднестатистическая дальность ежедневного маршрута составляет менее 48 километров, так что более 90 % американцев могло бы использовать электромобиль ежедневно без каких бы то ни было проблем. В конце фильма рассказывается, что на литий-ионных батареях электромобиль мог бы проехать до 480 километров на одной зарядке.
Нефтяные компании
Боясь потерять нефтяную монополию в борьбе с конкурентами, нефтяные компании поддержали отмену мандата ZEV. Кроме того они скупили патенты на никель-металлгидридные (NiMH) батареи, чтобы предотвратить возможность внедрения лучших батарей в электромобили.
Автомобильные компании
Специально организованная неправильная маркетинговая кампания, призванная не столько рекламировать продукт, сколько смутить потребителя, саботаж собственного продукта, отказ удовлетворить значительный спрос потребителей, необычная практика со сдачей автомобилей в аренду (только в аренду — продажа была полностью запрещена). GM объяснил своё поведение сложностью в ремонте и обслуживании электромобилей, что не является правдой. Нужно заметить, что электромобиль не нуждается в таком сложном и дорогостоящем обслуживании, как обычный автомобиль, так как количество деталей в электромобиле значительно меньше, чем в обычном авто. Ещё одной причиной было названо отсутствие спроса на них, хотя в GM хранился список из примерно 5000 человек, желавших приобрести EV1. Кроме того, в фильме рассказано о попытках автомобильных концернов уничтожить конкурентные технологии вроде городской транспортной системы США.
Правительство
Федеральное правительство вступило в ряды противников Калифорнийского мандата, не сумело поддержать интерес общества к уменьшению загрязнения окружающей среды и необходимости экономии горючего, рекомендовало приобретать автомобили с во много раз худшей эффективностью (водородные), а также переместило исследования альтернативных источников энергии с электричества на водород.
California Air Resources Board
CARB, возглавляемая Аланом Ллойдом, пала под давлением автоконцернов и отозвала мандат о ZEV. После чего Ллойда назначили главой нового «института топливных элементов». В фильме показано, как он не даёт высказываться людям из проекта ZEV, выступающих за экологию, а владельцам автоконцернов отдаёт столько времени, сколько им нужно.
Водородные топливные элементы
Топливные элементы рассмотрены в фильме как альтернатива полностью электрическому приводу и батареям. На самом же деле автомобиль на топливных элементах потребляет в 3-4 раза больше электричества, чем исключительно электрическое авто. Кроме того, у водородных автомобилей есть множество проблем:
1. Автомобиль на топливных элементах стоит более миллиона долларов. В то же время производимые в Индии электромобили продаются по цене в 5000 долларов.
2. Существующие материалы не могут содержать достаточно водорода, чтобы позволить людям «перемещаться на желаемые расстояния».
3. Сам водород очень дорог, даже самые неудачные его варианты стоят в 2-3 и более раз дороже бензина.
4. Необходимость в создании водородной инфраструктуры (заправки, производство, поставки). Кому-то придется построить 10 или даже 20 тысяч водородных заправок до того, как кто-либо всерьез заинтересуется водородными авто.
5. Конкурентные технологии тоже не стоят на месте. «Нужно молиться, чтобы конкуренты не совершили приличный скачок…»

## Вердикты фильма
Выводы таковы:
- Потребители — Виновны
- Батареи — Не виновны
- Нефтяные компании — Виновны
- Автомобильные компании — Виновны
- Правительство — Виновны
- California Air Resources Board — Виновны
- Водородные топливные ячейки — Виновны

### ОтGeneral Motors
General Motors (GM) ответили через сообщение в блоге Кто игнорировал факты о электромобилях?, опубликованное Дейвом Бартмуссом из отдела связей с общественностью. Он не адресует своё сообщение фильму (так как заявляет, что не видел его), но рассказывает часть истории со стороны GM, об их инвестициях до и после EV1:
К сожалению, ввиду отсутствия должного финансирования от энтузиастов (и это заявление после предложения 2 млн $ за возвращение EV!) и исключительно малого количества водителей EV1, было решено, что EV1 далёк от значимого коммерческого успеха.
Он обращает внимание на инвестиции в электрический транспорт после EV1: Global Hybrid Cooperation, plug-in hybrid и программу топливных элементов. Создатели фильма предполагают, что GM не направили свои передовые технологические наработки в EV1, вместо этого продолжая финансировать более доходные в настоящий момент проекты, вроде SUV.
Бартмусс повторяет неоправданные высказывания GM про водород:
Несмотря на заявления создателей фильма о том, что водород — не лучшая идея, GM в настоящий момент успешно разрабатывает технологии топливных ячеек и в скором времени (до 2010) достигнет достаточного уровня, чтобы конкурировать с действующими авто на ДВС по производительности, а может и превзойдет их.

### GM не рекомендуют использовать EV1
General Motors изначально работали так, чтобы минимизировать интерес к EV1. GM звонили заинтересованным покупателям, называли им отрицательные стороны электромобилей, всячески отговаривали покупать или требовали вернуть сданный в аренду EV1. После чего официальные лица просили отменить мандат о ZEV исходя из того, что спрос на EV1 был слишком низкий. Критические интервью в фильме повествуют о том, что в случае открытия массового производства электромобилей все связанные с ними проблемы можно было бы легко решить.

### Edmunds.com
Карл Брауэр, редактор и владелец популярного сайта по продаже авто Edmunds.com, изложил собственную критику фильма. Например о негативном маркетинге GM он отозвался так:
 Слух: Было более 5000 человек, желающих купить EV1, но GM не позволила им это сделать.
 Факт: Было более 5000 человек, проявивших интерес к EV1, но GM перезванивала им и объясняла, что авто стоит $299 в месяц, проезжает от 60 до 80 миль на полном аккумуляторе, и требует от 45 минут до 15 часов для полного заряда, после чего значительно меньше людей хотели арендовать EV1 (неудивительно, неправда ли?). В фильме отмечено, что средний американец проезжает 29 миль в день, однако если я захочу поехать за город, это становится проблемой…

## Обзоры
Metacritic дает фильму 70 баллов, показывая в основном положительные отзывы.
Краткие цитаты.
- Обзор в OC weekly Мэтт Коукер,

"В отличие от большинства ленивых СМИ, спонсируемых нефтяными магнатами из Белого дома, трясущимися над идеями о ложных 'решениях' вроде гибридов, биодизеля, водорода и этанола, Korthof и его полностью электрическая армия — за технологии EV. "
- Обзор от Rottentomatoes.com
- Обзор от Internet Movie Database
- Рецензия (недоступная ссылка) Манолы Даргис